# Bennstedt
Bennstedt ist eine Ortschaft der Einheitsgemeinde Salzatal im Saalekreis in Sachsen-Anhalt.

## Geografie
Bennstedt liegt etwa zehn Kilometer westlich von Halle (Saale) und etwa neun Kilometer östlich von Seeburg.

## Geschichte
Bereits um das Jahr 800 siedelten Menschen im Gebiet Bennstedts. In einem zwischen 881 und 899 entstandenen Verzeichnis des Zehnten des Klosters Hersfeld (Hersfelder Zehntverzeichnis) wird Bennstedt als zehntpflichtiger Ort Bannungestät im Friesenfeld erstmals urkundlich erwähnt.

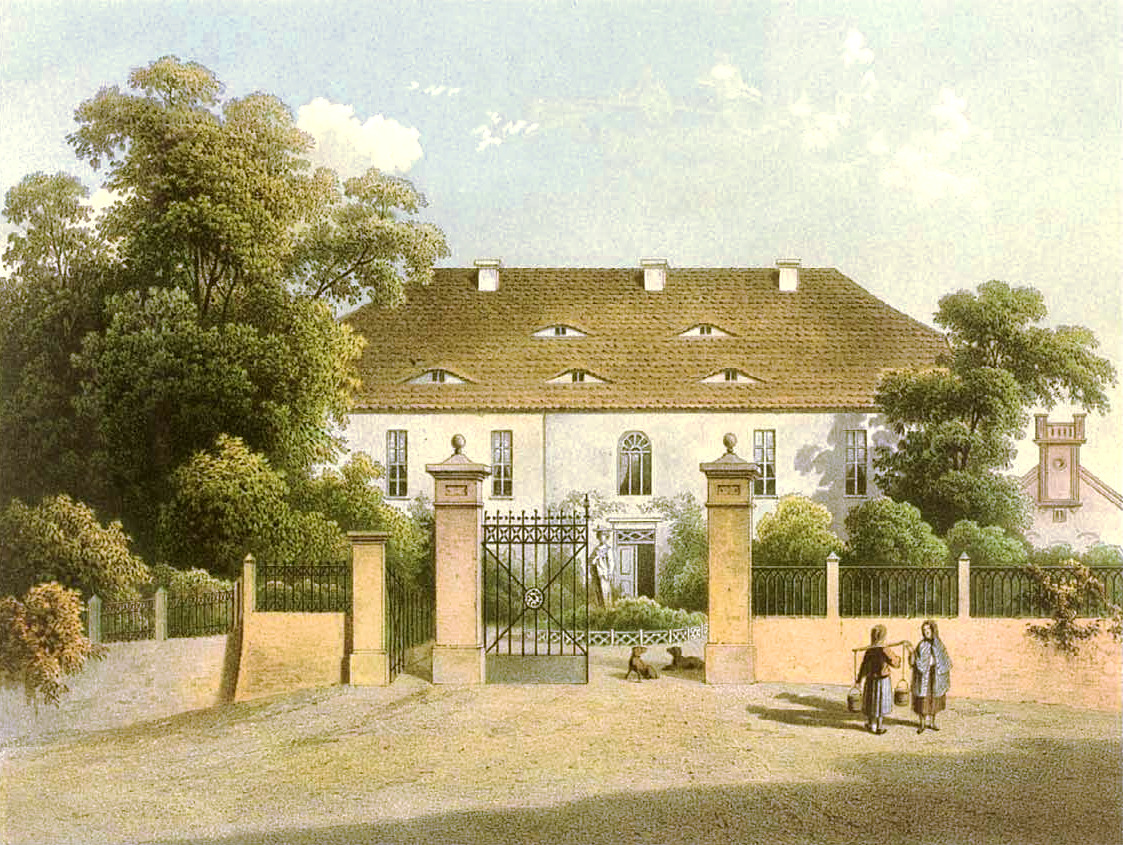
Rittergut Bennstedt um 1860, Sammlung Alexander Duncker

Bennstedt war Sitz des gleichnamigen Amts Bennstedt im Distrikt Schraplau der Grafschaft Mansfeld. Zu diesem Amt gehörten die Rittergüter Bennstedt und Neuvitzenburg (heute zu Eisdorf gehörig) mit der Patrimonialgerichtsbarkeit.
Besitzer des Amts und Ritterguts Bennstedt war nach den Mansfelder Grafen (ab 1346) Hans von Trotha (1496–1555/1556), genannt Hans der Jüngere und Begründer der Bennstedter Linie der Trothaer Adelsfamilie, der am 1. Mai 1522 mit Bennstedt belehnt wurde. Im Jahre 1657  verkaufte Wolf Thilo von Trotha (1620–1683)  das Dorf Bennstedt an die Marschälle von Bieberstein. Nach der Brandkatastrophe vom 20. April 1681, bei der neben der Kirche auch große Teile des Dorfes zerstört wurden, ließ Joachim Wilhelm Marschall von Bieberstein (1627–1691) die zerstörte Kirche und weitere Gebäude des Ortes wieder neu aufbauen.
Am 3. Oktober 1737 verkaufte Wilhelm Busso, der Enkel von Joachim Wilhelm, das Gut Bennstedt sowie Neu-Vitzenburg mit allen angegliederten Besitzungen an König Friedrich Wilhelm I. von Preußen. Im Jahre 1810 veräußerte schließlich Prinz August Ferdinand von Preußen Amt und Rittergut an den pensionierten Offizier Andreas August Moritz Koch (1785–1836). Dessen Nachfahren besaßen das Rittergut bis zur Enteignung im Zuge der Bodenreform im Jahr 1945.
Mit der Sequestration der Grafschaft Mansfeld 1570/73 wurde das Amt Bennstedt bis 1716 unter direkte Verwaltung des preußischen Herzogtums Magdeburg gestellt, danach erhielt der magdeburgische Anteil der Grafschaft den Status einer Mediatherrschaft unter preußischer Hoheit. Mit dem Aussterben der Grafen von Mansfeld kam das Amt Bennstedt im Jahr 1780 endgültig zu dem Teil der Grafschaft, der unter der Hoheit des preußischen Herzogtums Magdeburg stand. Mit dem Frieden von Tilsit wurde Bennstedt im Jahr 1807 dem Königreich Westphalen angegliedert und dem Distrikt Halle im Departement der Saale zugeordnet. Der Ort kam zum Kanton Fienstedt. Nach der Niederlage Napoleons und dem Ende des Königreichs Westphalen befreiten die verbündeten Gegner Napoleons Anfang Oktober 1813 das Gebiet. Bei der politischen Neuordnung nach dem Wiener Kongress 1815 wurde Bennstedt im Jahr 1816 dem Regierungsbezirk Merseburg der preußischen Provinz Sachsen angeschlossen und dem Mansfelder Seekreis angegliedert.
Ab 1829 begann man untertage mit der Förderung von Braunkohle in der Grube Sophie, die der Rittergutsbesitzer Koch erbauen ließ. Im 20. Jahrhundert wurde die Kohle dann im Tagebau abgebaut, wovon Restlöcher zeugen. Gegenwärtig ist man mit der Sicherung der vorhandenen Schächte beschäftigt, um das bestehende Gefährdungspotential einzuschränken.
Im Zuge der ersten Kreisreform in der DDR wurde Bennstedt am 1. Juli 1950 in den Saalkreis umgegliedert. Mit der zweiten Kreisreform kam der Ort 1952 in den neu zugeschnittenen Saalkreis im Bezirk Halle, der 2007 im Saalekreis aufging. Durch Umgliederung von Langenbogen wurde Köchstedt am 1. Januar 1957 Ortsteil von Bennstedt. Dies blieb der Ort bis zur erneuten Umgliederung nach Teutschenthal am 1. November 1993.
Bis zur Neubildung der Einheitsgemeinde Salzatal am 1. Januar 2010 war Bennstedt eine selbständige Gemeinde in der Verwaltungsgemeinschaft Westlicher Saalkreis.

### Bürgermeister
- 1994 bis 1996: Hans-Jürgen Bensing
- 1996 bis 2009: Werner Uhlmann bis heute Ortsteilbürgermeister

### Wappen
Blasonierung: „Das Wappen der Gemeinde Bennstedt zeigt einen nach rechts gesenkten schwarzen Anker auf einen von Gold und Blau gespaltenen Hintergrund.“ In der Chronik der Gemeinde wurde festgestellt, dass Bennstedt früher ein Wasserdorf gewesen sei. Aus diesem Grund befindet sich im Wappen der Gemeinde ein Anker.

## Dorfkirche

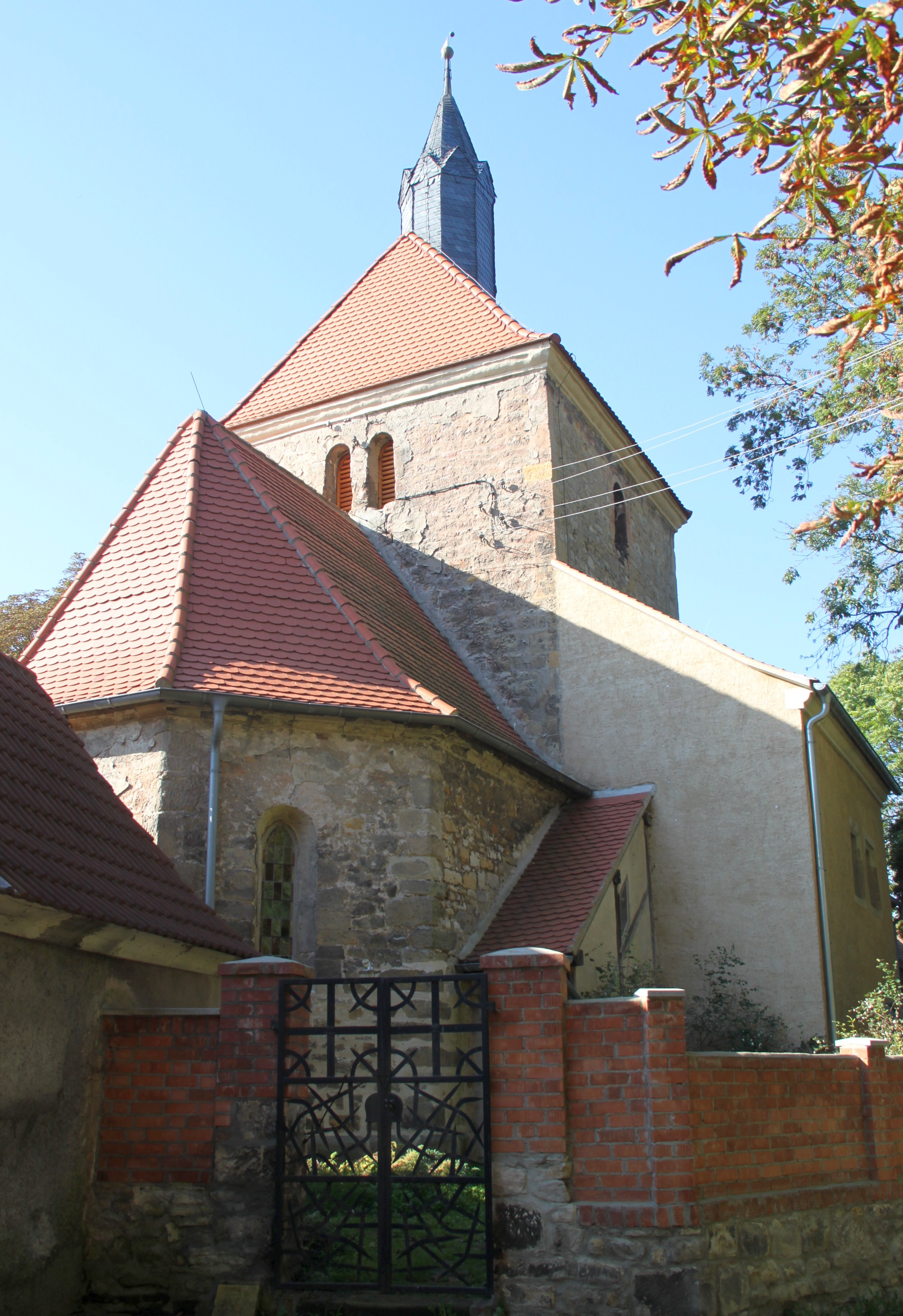
Dorfkirche

Die Kirche des Ortes wurde 1298 erstmals urkundlich erwähnt. Sie ist ein einschiffiger, überwiegend aus Feldsteinen in der ersten Hälfte des 13. Jahrhunderts errichteter Sakralbau mit einem quadratischen Chorturm. Der Chor ist im 14. Jahrhundert angefügt worden. Im Turm befinden sich Schallarkaden aus dem 13. Jahrhundert, an der Südseite des Schiffes ein spätgotisches Portal. Die Nordseite des Turmes ist durch einen Anbau mit der Patronatsloge gekennzeichnet. Nach Westen hin schließt sich an das Kirchenschiff der Gruftanbau an. Dieser ist begehbar, er beinhaltet zwei prunkvolle Steinsarkophage und fünf Grabplatten der Familie von Bieberstein sowie sechs Grabplatten der Bennstedter Gutsbesitzerfamilie Koch.
Das Kirchenschiff wurde nach einem Brand im Jahre 1681 im darauffolgenden Jahr im barocken Stil erneuert.
Der Innenraum wird beherrscht von einem mächtigen Altaraufsatz im Chor, der übereinander Bilder vom Abendmahl, der Kreuzigung und der Auferstehung Christi zeigt. Auf der hufeisenförmigen Empore befindet sich eine 1775 vom Orgelbauer Johann Christoph Zuberbier erbaute Orgel.
Im Jahre 2003 wurde ein Förderverein mit dem Ziel der Sanierung der Kirche gegründet.

## Wirtschaft und Infrastruktur

### Verkehr
Bennstedt wird von der vierspurigen Bundesstraße 80 tangiert, die von Halle über Eisleben nach Sangerhausen führt. Der Ort wurde Ende 2004 an die im Rahmen der Verkehrsprojekte Deutsche Einheit neu gebaute A 143 (auch Westumfahrung Halle genannt) angeschlossen.
Der Bahnhof Bennstedt lag an der Bahnstrecke Teutschenthal–Salzmünde.

### Bildung
In Bennstedt gibt es eine Grundschule und eine Kindertagesstätte.